# イーライ・ジャニー

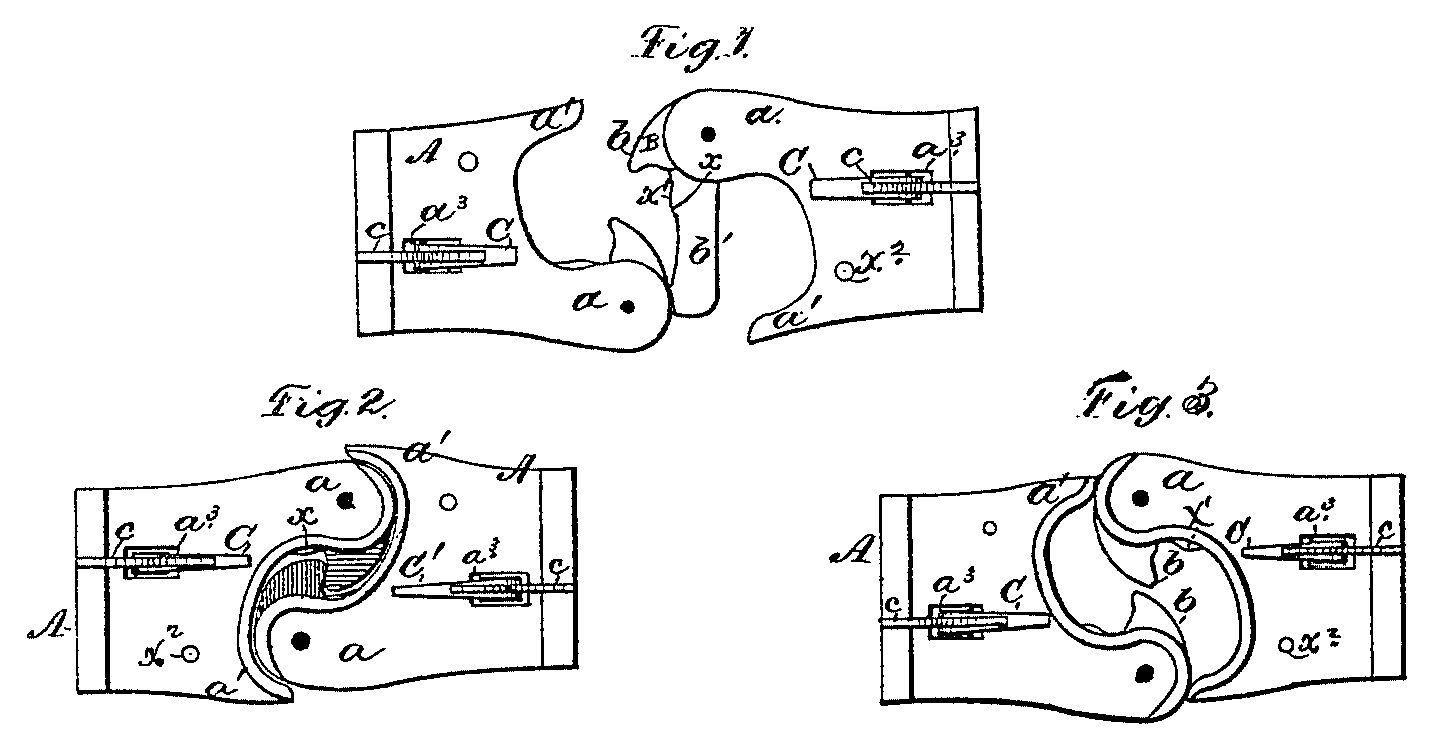
1873年のジャニーの特許出願に記載された、自動連結器を上から見た図

イーライ・ハミルトン・ジャニー（Eli Hamilton Janney、1831年11月12日 - 1912年6月1日）は、それまで使用されていたリンク式連結器を置き換えて、現代において広く用いられている自動連結器を発明した、アメリカ合衆国の鉄道技術者である。
ジャニーは、ダニエル・ジャニー (Daniel Janney) とエリザベス・エイビス・ヘインズ (Elizabeth Avis Haines) の間に1831年に、バージニア州ラウダン郡で生まれた。神学校で短期間の教育を受け、コーネリア・ハミルトン（Cornelia Hamilton、1833年 - 1889年）と結婚した。南北戦争においては、アメリカ連合国（南軍）で少佐の地位についていた。
南北戦争後、バージニア州のアレクサンドリアにおいて洋服屋の店員を務めた。そして昼休み時間を費やして、その当時の鉄道で広く用いられていたリンク式連結器を置き換えるという彼のアイデアを木の塊から削りだして実現しようとしていた。1873年4月1日、ジャニーは現代の鉄道で用いられているナックル式の連結器について記述した、「車両連結器の改善」 (Improvement in Car-Couplings) という特許を出願した。1873年4月29日、アメリカ合衆国特許第 138,405号として登録された。
それまでの連結器は、連結にも解放にも車両の間に連結手が入って作業する必要があり、連結作業に際して死傷事故が絶えないものであった。また強度面から列車の重量増大や高速化にも制約となっていた。ジャニーの開発した連結器は、連結作業は車両同士を接触させるだけで自動的に行うことができ、解放作業も簡単な取扱で済み、強度にも優れていた。
ジャニーの自動連結器と、ジョージ・ウェスティングハウスの発明した空気ブレーキは、この時期になされた鉄道の安全性を向上する二大発明といえる。しかし、自動連結器も空気ブレーキも、移行期間に旧式のものと混在すると問題が大きいことや、特に空気ブレーキの装置は「人命よりも高価」とされたことから、なかなか普及が進まなかった。その後鉄道の安全性向上を求める社会の声の高まりに応じて、1893年に鉄道安全装置法が成立し、アメリカのすべての旅客鉄道において自動連結器と空気ブレーキの装備が義務付けられ、移行作業のための7年間の猶予期間を置いて1900年から実施された。これにより鉄道の安全性は大きく向上し、その後の輸送力増強にも役に立つことになった。
ジャニーはアレクサンドリアにおいて、1912年6月16日に亡くなった。

## 取得した特許
- アメリカ合衆国特許第 77,046号 Improved Car Coupling、1868年4月21日
- アメリカ合衆国特許第 138,405号 Improvement in Car-Couplings、1873年4月29日
- アメリカ合衆国特許第 156,024号 Improvement in Car-Couplings、1874年10月20日
- アメリカ合衆国特許第 207,183号 Improvement in Car-Platforms、1878年8月20日
- アメリカ合衆国特許第 207,525号 Improvement in Car-Coupling Draw-Bars、1878年8月27日
- アメリカ合衆国特許第 212,703号 Improvement in Car-Couplings、1879年2月25日
- アメリカ合衆国特許第 214,043号 Improvement in Car-Buffers、1879年4月8日
- アメリカ合衆国特許第 215,363号 Improvement in Car-Buffers、1879年5月13日
- アメリカ合衆国特許第 251,594号
- アメリカ合衆国特許第 254,093号
- アメリカ合衆国特許第 628,329号
- アメリカ合衆国特許第 628,330号
- アメリカ合衆国特許第 717,686号
- アメリカ合衆国特許第 766,042号
- アメリカ合衆国特許第 781,949号
- アメリカ合衆国特許第 781,950号
- アメリカ合衆国特許第 974,153号
- アメリカ合衆国特許第 974,154号
- アメリカ合衆国特許第 1,045,091号
- アメリカ合衆国特許第 1,095,211号
- アメリカ合衆国特許第 RE8153号